# Arnoldus Vanderhorst
Arnoldus Vanderhorst  /vænˈdrɑːs/, född 21 mars 1748 i Christ Church Parish, South Carolina, död 29 januari 1815 i Charleston, South Carolina, var en amerikansk politiker (federalist). Han var guvernör i South Carolina 1794–1796.
Vanderhorst var verksam som plantageägare och tjänstgjorde som överste i South Carolinas milis. Han deltog i amerikanska revolutionskriget. Två gånger vann han borgmästarvalet i Charleston.
Vanderhorsts fru Elizabeth hade ärvt mark på Kiawah Island. Deras plantage förstördes av brittiska trupper år 1780. Före kriget hade de haft trettio slavar på plantagen och efter kriget återupptogs verksamheten med fyrtio slavar. I början av 1800-talet inleddes odlingen av bomull och antalet slavar gick upp till 113 år 1810. Vanderhorst efterträdde 1794 William Moultrie som guvernör och efterträddes 1796 av Charles Pinckney.
Vanderhorst härstammade från en holländsk familj som hade kommit till Carolina på 1600-talet.